# 約西皮夫卡 (薩夫蘭區)
48°2′32″N 29°54′59″E / 48.04222°N 29.91639°E
約西皮夫卡（烏克蘭語：Йосипівка）是位於烏克蘭西南部的村莊，由敖德萨州波季利斯克区的薩夫蘭市鎮負責管轄。該村始建於1759年，面積3.03平方公里，海拔高度202米，2001年人口639，人口密度每平方公里210.89人。